# Pawn Sacrifice
Pawn Sacrifice (titulada en España como El caso Fischer y La jugada maestra en México) es una película de drama biográfico estadounidense del año 2014. Fue dirigida por Edward Zwick, mientras que Steven Knight se encargó de escribir el guion. Entre el reparto de actores se cuenta a Tobey Maguire en el papel de Bobby Fischer, Liev Schreiber como Boris Spassky, Peter Sarsgaard como William Lombardy y Lily Rabe como Joan Fischer. La fecha fijada para su estreno en los Estados Unidos fue el 18 de septiembre de 2015.

## Sinopsis
En una historia englobada en el marco de la Guerra Fría, el estadounidense Bobby Fischer (interpretado por Tobey Maguire), un prodigio del ajedrez, queda atrapado entre dos superpotencias cuando se enfrenta a la Unión Soviética. El filme relata la preparación de Fischer para su enfrentamiento con el campeón ruso Boris Spassky, que se disputó en 1972. La partida, llevada a cabo entre ajedrecistas de las dos potencias enfrentadas en el conflicto global, consiguió captar la atención del mundo gracias a las dotes ajedrecísticas de ambos jugadores.

## Reparto
- Tobey Maguire, como Bobby Fischer.
- Liev Schreiber, como Boris Spassky.
- Lily Rabe, como Joan Fischer.
- Peter Sarsgaard, como William Lombardy.
- Michael Stuhlbarg, como Paul Marshall.
- Sophie Nélisse, como Joan de joven.
- Robin Weigert, como Regina Fischer.
- Seamus Davey-Fitzpatrick, como Bobby Fischer de adolescente.
- Aiden Lovekamp, como Bobby Fischer de joven.
- Conrad Pla, como Carmine Nigro.
- Évelyne Brochu, como Donna.
- Katie Nolan, como Maria.
- Edward Zinoviev, como Efim Geller.

## Producción
La producción de la película comenzó a principios de octubre de 2013 en Reikiavik, Islandia. A mediados de ese mes se inició un período de cuarenta y un días de rodaje en Montreal, Canadá, de donde se trasladó a Los Ángeles el 11 de diciembre de ese mismo año.

## Estreno
El estreno de la película se produjo oficialmente el 11 de septiembre de 2014, en el marco del Festival Internacional de Cine de Toronto. Un día antes, Bleecker Street Media se había hecho con los derechos de distribución en Estados Unidos. La fecha de estreno al público en el país norteamericano estaba prevista para el 18 de septiembre de 2015.

## Críticas
Justin Chang, del semanario Variety, calificó el filme de «eficaz» y alabó la interpretación de Fischer por parte de Tobey Maguire. Jordan Mintzer, por su parte, en un artículo para la revista The Hollywood Reporter, se valió de una metáfora para decir que, a pesar de que «no es un jaque mate total, [...] se lleva la reina».